# Tân Tiến, Bảo Yên
Tân Tiến là một xã thuộc huyện Bảo Yên, tỉnh Lào Cai, Việt Nam.
Xã Tân Tiến có diện tích 59,01 km², dân số năm 1999 là 1.722 người, mật độ dân số đạt 29 người/km².